# 307 (číslo)
Tři sta sedm je přirozené číslo, které následuje po čísle tři sta šest a předchází číslu tři sta osm. Římskými číslicemi se zapisuje CCCVII a řeckými číslicemi τζ.

## Matematika
307 je:
- Prvočíslo
- Nešťastné číslo
- Příznivé číslo

## Astronomie
- (307) Nike je planetka hlavního pásu, kterou objevil v roce 1891 Auguste Charlois

## Doprava
- Silnice II/307 je česká silnice II. třídy vedoucí na trase Velký Třebešov – Choustníkovo Hradiště[1]

## Roky
- 307
- 307 př. n. l.